# Pîsarivka, Lîseanka
Pîsarivka (în ucraineană Писарівка) este o comună în raionul Lîseanka, regiunea Cerkasî, Ucraina, formată numai din satul de reședință.

## Demografie
Componența lingvistică a comunei Pîsarivka
     Ucraineană (100%)
Conform recensământului din 2001, toată populația comunei Pîsarivka era vorbitoare de ucraineană (100%).